# Le Mage du Kremlin
Le Mage du Kremlin est un roman de Giuliano da Empoli, paru en avril 2022 aux éditions Gallimard. Il remporte la même année le Grand prix du roman de l'Académie française et figure en finale du prix Goncourt, lequel est finalement attribué au quatorzième tour, à 5 voix contre 5, à Vivre vite de Brigitte Giraud.

## Résumé
L'auteur relate sa rencontre imaginée, une nuit à Moscou, avec l'énigmatique Vadim Baranov, autrefois artiste, producteur d'émissions de télé-réalité et éminence grise de Vladimir Poutine, surnommé le Tsar. Retiré des affaires au moment du récit, Vadim Baranov raconte sa jeunesse, sa vie dans les années 1990 en Russie, son apport à l'ascension politique du « Tsar » à partir de 1999 et son expérience du pouvoir, thématique centrale de l'ouvrage.

## Thématiques du livre
Le Mage du Kremlin porte une ambition éducative et philosophique. Pour Jérôme Garcin, « certaines formules bien trempées rappellent les moralistes et mémorialistes français du XVIIe siècle », notamment La Rochefoucauld.

### Le pouvoir comme expression artistique
L'ouvrage de Giuliano da Empoli est une méditation sur le pouvoir. Pour Vadim Baranov, il s'agit d'une forme d'expression artistique, comme l'est le théâtre d'avant-garde. Vladislav Sourkov, dont le personnage est inspiré, est le fondateur de concepts-clés dans l'idéologie du Kremlin : la « démocratie souveraine » et la « verticale du pouvoir ».
« Le pouvoir de Poutine est construit sur une base mythologique » déclare l'auteur, qui fut lui-même conseiller de Matteo Renzi, l'ancien président du Conseil italien. Il précise : « De mon point de vue, le cœur du pouvoir est le cœur de l’irrationnel ». « Mon livre est vraiment imprégné d’une certaine littérature française, qui a sa place à l’Académie depuis longtemps, et qui décortique le pouvoir, qui l’observe », confie également Giuliano da Empoli à la presse, lors la remise du grand prix du roman de l'Académie française.

### Les limites de la rationalité
Dans Le Mage du Kremlin, tout semble à l'image du pouvoir, irrationnel, et l'intelligence humaine n'est pas capable de conjurer les passions humaines. À propos de l'entêtement de Boris Berezovsky, dont il concède l'intelligence, le narrateur Baranov commente : « Mais l’intelligence ne protège de rien, même pas de la stupidité ». De même, il élabore la stratégie numérique du Kremlin à l'international en partant de cette idée : « Il n’y a rien de plus sage que de miser sur la folie des hommes ».

## Éléments de réalité

### Un personnage inspiré de Vladislav Sourkov
Le Mage du Kremlin est empreint d'« une véracité troublante », selon les termes du journaliste Guillaume Goubert de La Croix.
Le personnage principal de l'intrigue, Vadim Baranov est fictif, mais il partage de nombreux traits communs avec Vladislav Sourkov, au profil également atypique : amateur de rap, metteur en scène de théâtre d'avant-garde, écrivain et homme d’affaires. Comme Baranov, Sourkov fut l'homme de l'ombre de Vladimir Poutine, « un poète parmi les loups », selon le magazine Marianne. À l'inverse, plusieurs caractéristiques diffèrent entre Sourkov et sa transposition fictive, notamment les origines sociales et ethniques. Sourkov est en effet en partie d'origine tchétchène. 

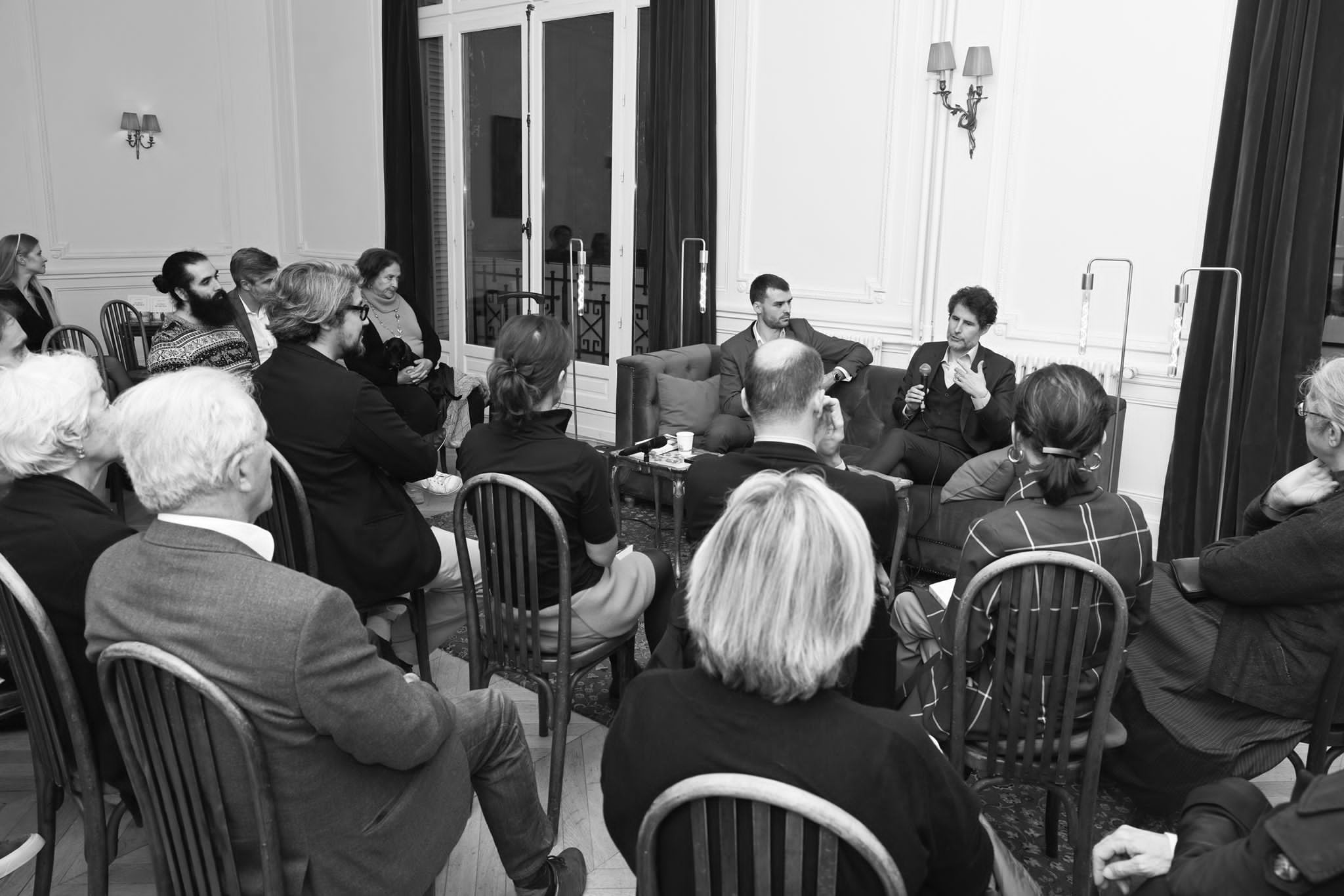
L'auteur Giuliano da Empoli présente Le Mage du Kremlin dans le cadre du salon littéraire du conservatoire Rachmaninoff animé par Erwan Barillot en octobre 2022.

C’est en effectuant des recherches pour son précédent ouvrage, Les Ingénieurs du chaos, un essai consacré aux conseillers des leaders populistes, que Giuliano da Empoli s’est familiarisé avec la figure de Vladislav Sourkov, à qui il a souhaité consacrer un roman à part entière. « Il est tellement romanesque qu’il m’a libéré et poussé à devenir romancier », explique l'auteur, qui confie par ailleurs ne l'avoir jamais rencontré en personne.

### Vladimir Poutine
Le roman s'appuie sur de nombreux faits historiques, dont beaucoup mettent en scène Vladimir Poutine, l'un des personnages centraux du roman. Son arrivée survient dans un contexte de demande d'autorité suscitée par le chaos des années 1990 en Russie. « [Les Russes] avaient grandi dans une patrie et se retrouvaient soudain dans un supermarché », raconte Giuliano da Empoli par la bouche de Baranov. 
Conseillé par Baranov, « le Tsar » répond à cette demande d'autorité au cours d’événements historiques comme la seconde guerre de Tchétchénie, l'élection présidentielle de 2000, le naufrage du sous-marin Koursk ou encore la révolution orange en 2004. « Dans Le Mage du Kremlin, on suit la métamorphose de Poutine », résume la journaliste Laure Adler. Pour Marc Lambron, le roman de Giuliano da Empoli est « une fresque orale courant des années Eltsine jusqu'aux prémices de l’actuelle guerre en Ukraine ». 
Le personnage de Vladimir Poutine est dépeint avec les yeux de Vadim Baranov, narrateur exclusif du roman à partir du chapitre 3. Bien que tombé en disgrâce et assigné à son domicile, Vadim Baranov demeure toujours fasciné par la personnalité du « Tsar », auquel il prête parfois des caractéristiques divines. « Il voit et pardonne chaque chose », s'écrie-t-il par exemple[source secondaire nécessaire].

### Les autres personnages réels présents dans le roman
Outre Vladimir Poutine, de nombreux personnages ayant réellement existé sont des protagonistes du Mage du Kremlin. Boris Berezovsky, homme d'affaires et magnat de la télévision, est l'employeur de Vadim Baranov. Il lui présente pour la première fois Vladimir Poutine, alors lieutenant-colonel du FSB (ex-KGB), au siège de la Loubianka. La dépression et le suicide de Boris Berezovsky à la suite de sa disgrâce, sont également dépeints. L'oligarque Mikhaïl Khodorkovski occupe une place importante dans le roman : il courtise et épouse la concubine de Vadim Baranov avant d'être arrêté pour escroquerie en 2003, conformément à la réalité historique. 
Vadim Baranov rencontre d'autres personnalités historiques au cours du récit : le fidèle de Vladimir Poutine, Igor Setchine, le joueur d'échecs et opposant Garry Kasparov, l'idéologue Édouard Limonov, le commandant de guerre Evgueni Prigojine et le président américain Bill Clinton, lequel demande des nouvelles de son « ami Boris Eltsine ».
À l'occasion d'une rencontre avec des lycéens dans le cadre du prix Goncourt des lycéens,  Giuliano da Empoli déclare « j'ai préparé ce livre comme un essai. À part la vie privée du personnage principal, tous les faits sont réels, j'ai rencontré énormément de gens, j'ai beaucoup voyagé en Russie. C'est une reconstitution très fidèle de ce qu'a été ce pays ces vingt dernières années. Mais au cœur du pouvoir, et du pouvoir russe en particulier, il y a des éléments de paradoxe, une contradiction permanente, une irrationalité que seule la littérature pouvait transcrire ».

## Liens avec l'actualité
Giuliano da Empoli remet son manuscrit en janvier 2021. Le roman aurait dû paraître la même année, mais la pandémie de Covid-19 en retarde la parution. Finalement publié en avril 2022, soit moins de deux mois après le début de la guerre russo-ukrainienne, Le Mage du Kremlin se trouve porté par l'actualité. « Dès sa publication, nous l'avons vendu au rayon littérature et aussi sur la table consacrée à l'actualité », témoigne un libraire. 
Le Mage du Kremlin met en scène les relations entre la Russie et l'Ukraine depuis la révolution orange et fournit plusieurs clés d'explication au conflit. Pour Alexandra Schwartzbrod de Libération, il s'agit d'un « récit d’une grande force littéraire et historique qu’il faut impérativement lire si l’on veut comprendre ce qui, d’ici, paraît incompréhensible ». Pour Yannick Vely de Paris Match, le livre « permet de comprendre les causes du conflit ukrainien »». L'auteur Giuliano da Empoli est régulièrement invité à la télévision et à la radio pour présenter son roman dans le cadre de l'actualité du conflit,. À ce propos, il déclare « J'aurais plus de mal à m'identifier à ce type de personnage aujourd'hui. J'ai pu entrer dans la tête d'un Russe à une époque où les conclusions atroces du régime de Poutine n'étaient pas encore pleinement visibles et déployées. Je ne sais pas  si j'aurais été capable, ou si j'aurais eu envie, d'écrire ce livre après la guerre en Ukraine… ».  
L'ouvrage dépasse néanmoins l'actualité de sa parution, comme le fait remarquer Macha Séry dans Le Monde des Livres : « Certes ce roman, achevé par l’auteur en janvier 2021, éclaire l’actualité géopolitique d’une lumière pénétrante. Mais il lui survivra par son implacable lucidité et son style étincelant ».

## Réception critique
Le Mage du Kremlin reçoit un accueil critique majoritairement très positif, mais est critiqué pour sa frontière floue entre fiction et réalité, qui l'amènerait à reprendre la propagande du Kremlin.
Dans Le Masque et la Plume, Patricia Martin évoque « un roman absolument extraordinaire, très romanesque. On a l’impression qu’on est assis sur un canapé à côté de Poutine, qu’on est dans la tête de Poutine par le biais de Vadim dont on lit la confession » tandis que Frédéric Beigbeder confie : « C’est le meilleur premier roman que j’ai lu depuis Les Bienveillantes de Jonathan Littell ». Paul Vacca voit dans Les Échos « un roman glacé et brûlant à la fois. […] Porté par une actualité brûlante, ce livre moderne et visionnaire, possède de surcroît la grâce intemporelle d’un classique. L’érudition, le style et l’art du récit de Giuliano da Empoli portent cette geste brute et brutale à un niveau d’épure métaphysique ». Le Mage du Kremlin est, pour Marc Lambron, un « roman d’une pénétration subtile et térébrante »; pour Guillaume Goubert de La Croix, c'est un livre « captivant ». « On ne lâche pas ce livre », confirme Aurélie Marcireau de Lire magazine littéraire. Jérôme Garcin ne tarit pas d'éloges pour Giuliano da Empoli et son roman : « Certains diront que cet écrivain est visionnaire, d’autres qu’il connaît mieux que personne son sujet. Les deux qualités ne sont pas incompatibles. Ajoutons une troisième, le style, et on tient là un grand livre. »
Selon Antoine Nicolle, chercheur en études russes, dans une tribune dans Le Monde, le roman à mi-chemin entre fiction et analyse politique véhicule une vision exotisée et stéréotypée de la « vraie Russie ». Il estime « que seul un lecteur bien informé sera à même de faire la part des choses entre les faits et les inventions romanesques ». Cécile Vaissié, chercheuse spécialiste de la Russie, va dans le même sens, estimant que l'auteur ne connaît pas assez bien la Russie, ce qui l'amène « à consolider la propagande du Kremlin », notamment en faisant reprendre au narrateur, sans contradiction, les éléments de langage du Kremlin.

## Adaptation au cinéma
Le Mage du Kremlin doit être adapté au cinéma, dans un long métrage du même titre, réalisé par Olivier Assayas, sur un scénario coécrit avec Emmanuel Carrère et produit par Gaumont. Jude Law est choisi pour incarner Vladimir Poutine, tandis que Paul Dano joue le rôle de Vadim Baranov. Il sortira fin 2025.

## Récompenses
Le Mage du Kremlin remporte le Grand prix du roman de l'Académie française, avec neuf voix contre cinq à Jean Michelin pour Ceux qui restent et trois à Pascale Robert-Diard pour La Petite Menteuse. Il est également lauréat du prix Honoré-de-Balzac 2022.
Le roman de Giuliano da Empoli échoue de justesse à obtenir le prix Goncourt, finalement attribué à Vivre vite de Brigitte Giraud, au quatorzième tour à cinq voix contre cinq, la voix du président Didier Decoin étant prépondérante. Ce résultat suscite certaines déceptions, le magazine Paris Match titrant par exemple « Pourquoi Le Mage du Kremlin de Giuliano da Empoli aurait fait un formidable prix Goncourt » et Tahar Ben Jelloun, membre du jury Goncourt ayant voté pour Le Mage du Kremlin, estime du lauréat que « C'est un petit livre, il n'y a pas d'écriture ».